# Нгом Мбекели, Жером
Жером Нгом Мбекели (фр. Jerome Ngom Mbekeli; род. 30 сентября 1998, Яунде) — камерунский футболист, нападающий клуба «Мэйчжоу Хакка». Выступал в национальной сборной Камеруна

## Карьера

### Начало карьеры
Футбольную карьеру начал в камерунской клубе АПЕЖЕС, вместе с которым в своём дебютном сезоне стал обладателем Кубка Камеруна. В июле 2018 года футболист перешёл в чешский клуб «Вишков», вместе с которым выступал в моравско-силезской футбольной лиге. В январе 2019 года футболист перешёл в американский клуб «Своуп Парк Рейнджерс» на правах арендного соглашения. В матче 6 апреля 2019 года против клуба «Бетлехем Стил» футболист отличился забитым дублем. В начале 2020 года футболист перешёл в клуб «Сан-Диего Лойал», однако успел сыграть лишь в 1 матче, после чего чемпионат был приостановлен из-за пандемии COVID-19. Затем футболист выступал в камерунских клубах АПЕЖЕС и «Коломб Спортив». В январе 2023 года футболист перешёл в бельгийский клуб «Васланд-Беверен». Дебютировал за клуб 25 февраля 2023 года в матче против клуба «Клуб НКСТ», выйдя на замену на 57 минуте. Первым результативным действием за клуб отличился 17 марта 2023 года в матче против клуба «Льерс», отдав голевую передачу. Вместе с клубом стал серебряным призёром Челленджер Про Лиги. Сам футболист на протяжении сезона преимущественно оставался игроком замены, отличившись своей единственной голевой передачей.

### «Шериф»
В июле 2023 года футболист перешёл в молдавский клуб «Шериф». Вместе с клубом сразу же отправился на квалификационные матчи Лиги чемпионов УЕФА. Дебютировал за клуб 12 июля 2023 года против румынского «Фарула», выйдя на поле в стартовом составе. В ответном матче 18 июля 2023 года против румынского «Фарула» отличился дебютным забитым голом за клуб. В рамках второго квалификационного раунда футболист вместе с клубом уступил израильскому клубу «Маккаби» Хайфа по сумме матчей и выбыл в Лигу Европы УЕФА. Дебютный матч в молдавском чемпионате сыграл 6 августа 2023 года против клуба «Петрокуб», выйдя на замену на 58 минуте. Вместе с клубом вышел в групповой этап Лиги Европы УЕФА, победив в рамках квалификаций белорусский БАТЭ и фарерский «КИ Клаксвик». Первым голом в чемпионате отличился 16 сентября 2023 года в матче против клуба «Флорешты». Первый матч в групповом этапе Лиги Европы УЕФА сыграл 21 сентября 2023 года против итальянской «Ромы». Первым своим забитым голом в основном этапе еврокубкового турнира отличился 30 ноября 2023 года в матче против пражской «Славии». По итогу группового этапа Лиги Европы УЕФА футболист вместе с клубом занял итоговое последнее место и завершил своё выступление на еврокубковом турнире. На протяжении сезона футболист выступал за клуб в роли одного из основных игроков, отличившись 6 забитыми голами и 9 результативными передачами. По итогу сезона футболист вместе с клубом стал серебряным призёром чемпионата.
Новый сезон футболист начал с квалификационных матчей Лиги Европы УЕФА. Первый матч футболист сыграл 11 июля 2024 года против азербайджанского клуба «Зиря», выйдя на замену на 83 минуте. Однако затем молдавский клуб вылетел в квалификации Лиги конференций УЕФА. Первый матч в чемпионате футболист сыграл 4 августа 2024 года против клуба «Дачия-Буюкань», выйдя на поле в стартовом составе. Затем футболист вместе с клубом отправился на квалификационные матчи Лиги конференций УЕФА, где по сумме матчей уступили словенской «Олимпии» и завершили своё выступление на еврокубковом турнире. Затем футболист продолжал выступать за молдавский клуб в роли игрока замены, а в октябре 2024 года футболист полноценно перестал попадать в заявку основной команды клуба. В ноябре 2024 года молдавский клуб объявил о расставании с камерунским футболистом. За первую половину сезона футболист результативными действиями за клуб так и не отличился. В декабре 2024 года также сообщалось, что в услугах футболиста заинтересованы молдавские клубы «Зимбру» и «Петрокуб», а также СМИ сообщали об интересе к игроку ссо стороны бельгийского «Кортрейка».

### «Мэйчжоу Хакка»
В феврале 2025 года футболист на правах свободного агента присоединился к китайскому клубу «Мэйчжоу Хакка». Дебютировал за клуб футболист 23 февраля 2025 года в матче против клуба «Тяньцзинь Цзиньмэнь Тайгер», выйдя на поле в стартовом составе. Дебютными забитыми голами за клуб футболист отличился 6 апреля 2025 года в матче против клуба «Ухань Фри Таунс», оформив дубль.

## Международная карьера
Выступал в камерунских молодёжных сборных до 20 лет и до 23 лет. Дебютный матч за национальную сборную Камеруна сыграл 4 сентября 2022 года против сборной Экваториальной Гвинеи. В ноябре 2022 года футболист попал в список футболистов для участия на чемпионате мира. Первый матч на турнире сыграл 2 декабря 2022 года против сборной Бразилии, отличившись результативной передачей. Дебютный гол за сборную забил 16 января 2023 года в матче против сборной Конго. 

## Достижения
АПЕЖЕС
- Обладатель Кубка Камеруна: 2016